# クレムソン (駆逐艦)
| USS Clemson |                                                     |
| 艦歴        |                                                     |
| 発注        |                                                     |
| 起工        | 1918年5月11日                                       |
| 進水        | 1918年9月5日                                        |
| 就役        | 1919年12月29日                                      |
| 退役        | 1945年10月12日                                      |
| 除籍        | 1945年10月24日                                      |
| その後      | 1946年11月21日に売却                                |
| 性能諸元    |                                                     |
| 排水量      | 1,215トン                                           |
| 全長        | 314 ft 5 in (95.83 m)                               |
| 全幅        | 31 ft 9 in (9.68 m)                                 |
| 吃水        | 9 ft 10 in (3.0 m)                                  |
| 機関        | ギアード・タービン2軸推進、26,500 SHP (20 MW)       |
| 最大速      | 35 ノット (65 km/h)                                 |
| 航続距離    | 4,900 海里 (9,100 km)（15ノット時）                 |
| 乗員        | 士官、兵員101名                                     |
| 兵装        | 4インチ砲4門、3インチ砲1門、 21インチ魚雷発射管12基 |

クレムソン (USS Clemson, DD-186/AVP-17/AVD-4/DD-186/APD-31) は、アメリカ海軍の駆逐艦。クレムソン級駆逐艦の1番艦。艦名は、米墨戦争中の1846年にブリッグ・サマーズの沈没事故で殉職した少尉候補生・ヘンリー・A・クレムソンに因む。

## 艦歴
クレムソンは1918年5月11日にバージニア州ニューポートニューズのニューポート・ニューズ造船所で起工する。1918年9月5日にM・C・ダニエルによって進水し、1919年12月29日に初代艦長G・C・ディックマン少佐の指揮下就役する。
クレムソンは1930年6月13日に50%の兵員でノーフォーク海軍造船所で予備役となるまで、東海岸及びキューバ海域で巡航を続けた。ノーフォークで係留後サウスカロライナ州チャールストンおよびボストン海軍工廠に移動し、その後フィラデルフィア海軍工廠で1922年6月30日に退役する。
1939年11月15日に AVP-17 （小型水上機母艦）に艦種変更され、クレムソンは1940年7月12日に再就役する。8月6日に AVD-4 （駆逐艦改造水上機母艦）に再変更され、8月18日にバージニア州ノーフォークで大西洋艦隊航空偵察部隊に配属される。1940年8月29日から1941年11月28日までクレムソンはカリブ海およびガラパゴス諸島で哨戒機母艦任務に就く。12月6日にブラジルのレシフェに到着し、1942年1月22日までブラジルの海岸に留まり、その後再びガラパゴス諸島に向かう。翌年はガラパゴス諸島とカリブ海を任務に応じて往復し、1943年3月2日にノーフォークに帰還、その後チャールストンに移動し1943年12月1日に再び DD-186 （駆逐艦）に艦種変更される。
1943年5月30日にクレムソンは護衛空母ボーグ (USS Bogue, CVE-9) を中心とした対潜水艦攻撃部隊に加わる。クレムソンは部隊と共に8度の戦闘偵察巡航を行い、その間に8隻のドイツ潜水艦の撃沈に貢献した。12月13日には北緯26°19’、西経29°58’の海域で僚艦と共に U-175 を撃沈している。1944年初頭にニューヨークでオーバーホールを行い、戦線復帰後は1月25日から3月9日までカサブランカで船団護衛に従事した。クレムソンは1944年3月7日にチャールストン海軍工廠で APD-31 （マンリー級高速輸送艦）に艦種変更される。
クレムソンはボーグ対潜部隊での戦功で殊勲部隊章を受章した。
1944年5月1日にチャールストンを出航し、5月24日に真珠湾に到着、クレムソンは第6水中破壊部隊を乗艦させる。クレムソンは西方に移動し、水中破壊部隊の母艦としてサイパン、グアム、ペリリュー、レイテ、ルソンで部隊侵攻前の海岸で活動した。1945年1月5日にリンガエン湾で日本軍による攻撃を受ける。その後クレムソンはウルシー環礁、サイパン、沖縄で船団護衛を行い、7月6日にカリフォルニア州サンペドロに帰還、1月17日に再び DD-186 に艦種変更される。クレムソンは第二次世界大戦が終了するまで転換作業が行われ、その後1945年10月12日に退役、1946年11月21日に売却された。
クレムソンは第二次世界大戦中の戦功で9個の従軍星章を受章した。